# Lolita Lempicka
Pour l’article homonyme, voir Lolita Lempicka (parfum).
 (août 2018).
 (août 2018).
Si vous disposez d'ouvrages ou d'articles de référence ou si vous connaissez des sites web de qualité traitant du thème abordé ici, merci de compléter l'article en donnant les références utiles à sa vérifiabilité et en les liant à la section « Notes et références ».
Lolita Lempicka, de son vrai nom Josiane Maryse Pividal, est une styliste de mode et une créatrice de parfums française née le 14 août 1954 à Bordeaux.
La marque « Lolita Lempicka » appartient à son mari, Joseph-Marie Pividal.

## Carrière
À 17 ans, Lolita Lempicka suit des études de stylisme au studio Berçot.

### La mode et les collaborations
D'abord indépendante, Lolita Lempicka crée une société en 1983 ; elle présente sa première collection. En 1984, elle ouvre une boutique dans le quartier du Marais à Paris. Suivront, la même année un défilé à Tokyo, et un défilé à Paris en 1985. En 1986, elle ouvre « Lolita Bis ».
De 1987 à 1990, elle est directrice artistique des collections Femmes et Enfants pour la marque « Cacharel ». En 1987 débute un partenariat comprenant mode et accessoires (maroquinerie, lunettes, bijoux, chaussures, lingerie) avec le groupe japonais Onward Kashiyama.
En 1990, l'entreprise installe sa maison de couture avenue Marceau dans un hôtel particulier. Dans les années 1990, Lolita Lempicka travaille pour La Redoute, Les 3 Suisses et Monoprix. En 1994, elle se consacre aux robes de mariées et ouvre une autre boutique dans le Marais : « Les Mariées de Lolita ». En 1996, Lolita Lempicka crée le studio « LSD » (Lolita Studio Design). À la même période, sa fille aînée Élisa Mélodie travaille avec elle.
Au début des années 2000, la direction musicale des défilés est confiée à Pedro Winter. En 2003, ses filles jumelles Paulina Leonor et Lauren Leslie rejoignent l'entreprise.
En 2004, la société fête ses 20 ans et publie pour l'occasion l'ouvrage Lolita Lempicka : Il était une fois 20 ans de création. En 2006, Lolita Lempicka collabore à nouveau avec La Redoute pour une collection événementielle. En 2007, elle confectionne de la lingerie pour « Etam ». En 2008, Les 3 Suisses lui commandent une collection comprenant notamment une robe de mariée. La même année, elle propose avec Samsung un téléphone portable modèle U600 à son effigie pour la Saint-Valentin. Opération qu'elle réitère en 2010 avec le modèle Player 5.
En 2009, elle dessine une ligne de bagages pour la  marque « Delsey » et commercialise des produits bio avec « Bonneterre »  (thé, biscuits, chocolats), « Les gourmandises de Lolita ». En 2012, elle réalise pour « Ekyog » une collection capsule de vêtements et d'accessoires.

### Les parfums et cosmétiques
En 1997 un parfum nommé « Lolita Lempicka » voit le jour ; son flacon évoque une pomme. En 2000 la société vise le marché masculin avec « Lolita Lempicka au Masculin ». En 2006 un autre parfum féminin, « L », comporte des notes vanillées. En 2008, Les parfums Lolita Lempicka éditent deux fragrances : « Fleur Défendue » et « Fleur de Corail ». En 2009, Lolita Lempicka crée « Mon Rose », une poudre à joues rosissante. Des versions eaux de toilette des parfums de la marque sont proposées : en 2010, le parfum « Lolita Lempicka » donne « L'Eau Au Masculin » ; en été 2011, le premier parfum donne « Morsure d'Amour » ; « Si Lolita » a également son eau de toilette. En 2012, la marque lance « L'Eau en blanc ».

### Partenariat commercial avec Nissan
Depuis 2004, l’entreprise s’associe à Nissan pour commercialiser une voiture : la Nissan Micra Lolita Lempicka. Trois versions, dont un coupé cabriolet, ont vu le jour depuis[source insuffisante],.

## Informations économiques sur l'entreprise
La marque est la propriété de l’entreprise « Leslie Leonor International ».

## Vie personnelle
La mère de Lolita Lempicka était couturière. 
Lolita Lempicka s'inspire de Coco Chanel ; elle admire des peintres comme Tamara Łempicka, Modigliani, Picasso, Matisse, Gustave Moreau, Ingres, le photographe David Hamilton, le poète Jean Cocteau.
Elle a trois filles : Elisa Melodie (1975), et des jumelles (1983), Paulina Leonor et Lauren Leslie. Son mari, Joseph-Marie Pividal, est artiste graphique. Tous travaillent pour la société: Elisa Melodie vit à New York et s'occupe de la marque aux États-Unis, tandis que Paulina Leonor et Lauren Leslie vivent à Paris.
Lolita Lempicka est végane. Elle s'engage pour la cause animale. Ainsi, elle s'oppose à la compagnie Air France qui transporte des animaux destinés à l’expérimentation animale ; elle sensibilise le grand public à l'impact environnemental de la laine ; les parfums et les cosmétiques n’impliquent pas de souffrance animale ; les accessoires, lunettes, bijoux et montres ne sont pas d'origine animale. Lolita Lempicka œuvre pour obtenir le label « Cruelty-free » et figurer sur la liste des marques éthiques de Peta États-Unis. Cela concerne aussi bien les ingrédients que les produits finis.
En 2002, Lolita Lempicka devient chevalière de l'ordre de la Légion d'honneur.